# سرقة برج
(Tower Heist) وهو فيلم من إخراج بريت راتنر عام 2011، وهو فيلم كوميدي عن سرقة، كتب النص تيد غريفين وجيف ناثانسون، استنادًا إلى قصة بيل كولاج وآدم كوبر وغريفين، من تمثيل بين ستيلر وإيدي مورفي وكايسي أفليك وآلان ألدا وماثيو برودريك وجود هيرش وتيا ليوني ومايكل بينا وغابوري سيدبي. تتبع القصة مجموعة من الموظفين الذين يخسرون معاشاتهم التقاعدية بسبب احتيال رجل أعمال، والاستعانة بمجرم ورجل أعمال مفلس وخادمة مهاجرة ليقتحموا الشقة ويستعيدوا أموالهم بينما يتجنبون المباحث الفيدرالية المسؤولين عن قضيته.بدأ تطوير الفيلم منذ بداية عام 2005، اعتمادًا على فكرة أن يقوم إيدي مورفي بتمثيل بطولة الفيلم مع مجموعة من الممثلين السمر يسرقون فندق وبرج ترامب الدولي. طُور النص وتغير إلى نص مشابه لقصة أوشين إليفين، وترك مورفي المشروع. استمر راتنر بتطوير المشروع إلى أن توصل إلى سرقة البرج، مع عودة مورفي إلى التمثيل في الفيلم لاحقًا. تم التصوير في مدينة نيويورك بميزانية تقارب 75 مليون دولار بعد الحسومات الضريبية، مع الكثير من البنايات التي وفرها دونالد ترمب لتمثل البرج. ألبوم أغاني الفيلم والموسيقى أنشأها كريستوف بك وجيك موناكو وصدرت في 1 نوفمبر 2011 بواسطة فريز سراباندي وباك لوت ميوزك وتسجيلات كولوسيوم.
تلقى الفيلم أراء مختلطة من النقاد، مع تحية موجهة إلى الكادر، خاصةً برودريك وليوني وستيلر. في حين عكس أداء مورفي الفردية، ورأى النقاد أنه يعود إلى أسلوبه القديم في الكوميديا. وُجه الكثير من النقد إلى القصة، والتي عدوها «مصاغة» و«متعجلة» و«مرهقة». أطلق الفيلم في 4 نوفمبر 2011 في الولايات المتحدة بواسطة شركة يونيفيرسال وكسب 152.9 مليون دولار عالميًا بميزانية 75-85 مليون دولار.قبل إطلاق الفيلم، دار بعض الجدل داخل شركة يونيفرسال حول خطط إطلاق الفيلم، إذ طُرحت فكرة عرضه بواسطة شركات الكابل لكن استُبعدت الفكرة لاحقًا.  

## القصة
جوش كوفاكس المسؤول عن البرج ومدير المبنى، مجمع سكني في أعلى المبنى في مدينة نيويورك والمستأجر فيها بليونير وول ستريت آرثر شو. يخسر كادر العمل في البرج معاشاتهم التقاعدية بسبب جوش الذي أعطاها لشو، وهو تحت الإقامة الجبرية بواسطة المباحث الفيدرالية لقيامه بالاحتيال واختلاس بليوني دولار.عميلة المباحث الفيدرالية التي تحقق في قضية شو، كلير دينام، تقترح أن شو لديه 20 مليون احتياطي، وأن على جوش سرقتها. يأخذ كوفاكس بنصيحة العميلة ويجلب نسيبه ومسؤول الخدمات تشارلي ومشغل المصعد إنريكيه والمستأجر المطرود من شقته السيد فيتزهيو ليسرقوا الأموال من المخبأ الآمن لشو.يختصر كوفاكس ورفاقه عدم خبرتهم بهذه الأمور بالاستعانة بصديق الطفولة لجوش، سلايد، وهو لص قليل الشأن، وخادمة البرج أوديسا مونتيرو، التي تملك خبرات صانع الأقفال. تبلغ دينام جوش بأن موعد محاكمة آرثر في يوم عيد الشكر تحديدًا يوم المهرجان لتجنب الإعلام، لذلك يقرر جوش ورفاقه تنفيذ عملية الاقتحام في ذلك اليوم.
يحاول سلايد خيانتهم بمحاولة الوصول إلى الخزانة بمفرده والاحتفاظ بالأموال لنفسه، بخداعه لأوديسا لتعليمه كيفية فتح الخزانة بنفسه. يعترض طريقه جوش ورفاقه عند شقة آرثر، تلا الاعتراض مشاجرة صغيرة، وفي النهاية يحطمون حائطًا ويجدون الخزانة، ليكتشفوا أنها فارغة. تجد المجموعة ذهبًا تحت طلاء غطاء المحرك للسيارة الفيراري القابعة في شقة آرثر، مستنتجين أن شو استثمر الأموال في الذهب وحوله إلى قطع السيارة، ليخفيه عن الأنظار، وتقدر قيمتها بـ 45 مليون دولار. يقررون إنزال السيارة إلى شقة فيتزهيو باستخدام رافعة غسيل الزجاج، بإخراج السيارة من النافذة ثم وضعها على أعلى أحد المصاعد. يجد جوش كتيبًا صغيرًا في صندوق قفازات السيارة يحتوي على بيان بجميع أموال آرثر غير القانونية، ينضم إليهم تشارلي وينقذ فيتزهيو من السقوط.يعود رجال المباحث الفيدرالية وشو إلى البرج، مكتشفين أن موعد المحاكمة في يوم عيد الشكر كان جزءًا من خطة جوش. تلاحظ دينام السيارة المفقودة والخزانة فتعيد شو إلى السيطرة الفيدرالية لخرق كفالته بإخفاء وجود خزانة مخفية. تعتقل دينام الجميع باستثناء سلايد. وفي عربة الشرطة يكشف جوش الكتيب لشو. يحاول شو رشوتهم فيذكرونه «بأنهم لا يقبلون البقشيش في البرج».

## وصلات خارجية
- سرقة برج على موقع IMDb (الإنجليزية)
- سرقة برج على موقع ميتاكريتيك (الإنجليزية)
- سرقة برج على موقع روتن توميتوز (الإنجليزية)
- سرقة برج على موقع نتفليكس (الإنجليزية)
- سرقة برج على موقع قاعدة بيانات الأفلام العربية
- سرقة برج على موقع ألو سيني (الفرنسية)
- سرقة برج على موقع Turner Classic Movies (الإنجليزية)
- سرقة برج على موقع أول موفي (الإنجليزية)
- سرقة برج على موقع بوكس أوفيس موجو (الإنجليزية)
- سرقة برج على موقع فيلمافينيتي (الإسبانية)